# The Coal Porters
The Coal Porters was een Brits-Amerikaanse bluegrass-band met hoofdkantoor in Londen, die werd geleid door Sid Griffin (mandoline, autoharp, mondharmonica en zang) en Neil Robert Herd (gitaar en zang). De band stopte in juli 2018. De andere leden waren Kerenza Peacock (viool, zang), Paul Fitzgerald (banjo, zang) en Andrew Stafford (bas, zang). Griffin vormde de band in Los Angeles in 1989 en reorganiseerde de band na zijn verhuizing naar Londen.

## Bezetting
Laatste bezetting
- Sid Griffin (mandoline, autoharp, mondharmonica, zang)
- Neil Herd (gitaar, zang)
- Kerenza Peacock (viool, zang)
- Andrew Stafford (basgitaar, zang)
- Paul Fitzgerald (banjo, zang)

Voormalige leden
- Carly Frey
- John Breese
- Dick Smith
- Paul Sandy
- Gemma White
- Matt Woolvett
- Pat McGarvey

- Bob Stone
- Andy Steele
- Rob Childs
- Will Morrison
- Kevin Morris
- Dave Morgan
- Ian Gibbons

- Graham Chesters
- John Bennett
- Ian Thomas (basgitaar)
- Toby Petrie
- Chris Buessem (leadgitaar)
- Andy Kaulkin (keyboards)
- Billy Block (drums)

## Geschiedenis
Sid Griffin was een van de oprichters van The Long Ryders en is de auteur van Shelter From The Storm: Bob Dylan's Rolling Thunder Years, Million Dollar Bash: Bob Dylan, The Band en The Basement Tapes, co-auteur van Bluegrass Guitar: Know the Players, Play the Music en Gram Parsons - A Music Biography. Hij heeft recensies en artikelen bijgedragen aan Mojo, Q, The Guardian en verschijnt elke zes weken op BBC Radio 2 om culturele veranderingen in de Mark Radcliffe-Stuart Maconie Show te bespreken. Neil Robert Herd heeft, naast zijn carrière als muzikant, opgetreden als komiek. Hij heeft ook vele Britse comedy-, film- en muziekfestivals gepromoot. Kerenza Peacock speelde viool met Adele op haar opgenomen hits en trad ook op met Seasick Steve en Paul Weller. Andrew Stafford speelde bas en voegde zang toe. Paul Fitzgerald is een soort banjo-legende in zijn geboorteland Kent.
Negen volledige albums en twee ep's worden toegeschreven aan The Coal Porters. Hun laatste publicatie No. 6 verscheen in september 2016 bij het Prima-label, in het Verenigd Koninkrijk werd deze gedistribueerd door Proper en in de Verenigde Staten door Burnside. Producent John Wood, vooral bekend van zijn werk met Fairport Convention, John Martyn, Cat Stevens, Sandy Denny, Nick Drake, The Incredible String Band, Pink Floyd, Nico en Squeeze, had de leiding  in de Strongroom Studios in Londen, met Simon Filiali mede erkend voor de techniek. Wood mixte de publicatie en Andy Miles en Simon Heyworth beheersten het project in de Super Audio Mastering-faciliteit in het Britse Devon.
No. 6 biedt 9 nummers, geschreven door bandleden en een bluegrass-heroverweging van Another Girl, Another Planet van The Only Ones. Onder de nummers zijn Griffins eerbetoon The Day The Last Ramone Died aan The Ramones, Save Me From The Storm van Herd en Play A Tune van Peacock. De andere nummers zijn Shelter From The Storm, The Blind Bartender, Chopping The Garlic, Salad Days, Unhappy Anywhere, Train No. 10-0-5 en The Old Style Prison Break. De albumtitel weerspiegelt het aantal publicaties dat The Coal Porters hebben uitgebracht, sinds ze zijn overgestapt van hun countryrock begin naar alternatieve bluegrass. Hun vorige album Find The One uit 2012 biedt ook 10 nummers, geschreven door verschillende bandleden, evenals covers van Heroes van David Bowie en  Paint It Black van The Rolling Stones. Richard Thompson voegde zich bij The Coal Porters op het nummer Hush U Babe/Burnham Thorpe en de beroemde BBC-presentator Brian Matthew biedt een gastintroductie van Griffin's Ask Me Again. Andere nummers zijn Red-Eyed & Blue, Brand New Home, The BetseyTrotwood, Gospel Shore en You Miss Miss Her When She's Gone.
De compact disc Durango van The Coal Porters uit 2010, verscheen ook bij het Prima-label. Ed Stasium nam de cd met 12 nummers op in Durango (Colorado), de stad in Zuid-Colorado waarnaar het album is vernoemd. Nummers zijn No More Chains, Roadkill Breakdown met Tim O'Brien als gastmandolinist en Moonlight Midnight van Peter Rowan, waarbij Rowan zich bij The Coal Porters voegt voor de sessie. Hun vorige cd Turn The Water On, Boy! (2008) ontving viersterrenrecensies in de tijdschriften Mojo, Uncut, The Sunday Times, Maverick en Word. Het dozijn nummers tellende album bevat originele nummers van Griffin, Herd en andere bandleden, evenals een bluegrass-vernieuwing van Final Wild Son van The Long Riders, een cover van voormalig The Byrds-lid Gene Clarks Silver Raven en een gastoptreden van Chris Hillman van The Byrds, die mandoline speelt als eerbetoon aan Woody Guthrie. Eerdere albums van The Coal Porters in bluegrass-stijl zijn How Dark This Earth Will Shine (2004), met Peter Case en Amy Rigby als gasten, en de live Chris Hillman Tribute Concerts (2001), met aanloop van liedjes uit Hillmans carrière met de Byrds, The Flying Burrito Brothers, Manassas en The Desert Rose Band.
De evolutie van countryrock naar bluegrass vond plaats, nadat Griffin in 1998 Here Comes The Neighborhood-album van Lindisfarne produceerde. Geïnspireerd door de akoestische instrumentatie van die band, werkten hij en Herd bluegrassversies van hun Coal Porters (en af en toe The Long Ryders) repertoire uit en debuteerden ze met succes op een liefdadigheidsevenement in Londen voor Children in Need in de Royal Festival Hall. De eerdere countryrockalbums van de band zijn het live Gram Parsons Tribute Concert (1999), de ep Roulette (1998), Los London (1995), Land of Hope en Crosby (1994) en de eerste ep Rebels Without Applause (1991 ).
Griffin formeerde The Coal Porters in 1989 na de ontbinding van The Long Ryders. The Coal Porters toonden, net als hun voorgangers, aanvankelijk sterke Byrds- en Gram Parsons-invloeden en speelden country- en countryrocknummers, geschreven door Griffin met af en toe een medewerker. Voordat de aanvankelijke bezetting van de band op zijn plaats viel, maakten een aantal vrienden van muzikanten van Griffin hun opwachting bij vroege optredens en traden op bij de eerste opnamen, waaronder drummer Greg Sowders van The Long Ryders en Billy Bremner van Rockpile. In 1991 was de band geconsolideerd met Griffin (zang en gitaar), Chris Buessem (leadgitaar), Ian Thomson (basgitaar), Billy Block (drums) en Andy Kaulkin (keyboards). Nummers met deze bezetting verschenen op de ep Rebels Without Applause, Land of Hope en Crosby en Los London. Tegen die tijd waren Griffin en Thomson verhuisd naar het Verenigd Koninkrijk, terwijl Block koos voor een carrière in Nashville (Tennessee) en Kaulkin naar de zakelijke kant van de muziek ging om Epitaph Records te leiden en het ANTI-label oprichtte. Onder de volgende Britse leden waren Kevin Morris (Dr. Feelgood), John Bennett (The High Llamas), Ian Gibbons (The Kinks) en Rob Childs (Otis Lee Crenshaw).

## Discografie
- 1991: Rebels Without Applause
- 1994: Land of Hope and Crosby
- 1995: Los London
- 1998: EP Roulette
- 1999: Gram Parsons Tribute Concert
- 2001: Chris Hillman Tribute Concert
- 2004: How Dark This Earth Will Shine
- 2008: Turn the Water On, Boy
- 2010: Durango
- 2012: Find The One
- 2016: No. 6

### Video's
- 1999: Gram Parsons Tribute Concert (1999)
- The Day The Last Ramone Died – The Coal Porters (Official Video)